# Baños de Montemayor
Pour les articles homonymes, voir Baños (homonymie) et Montemayor.
Baños de Montemayor est une commune de la province de Cáceres dans la communauté autonome d'Estrémadure en Espagne.

## Géographie
Située au nord de la communauté autonome d'Estrémadure, Baños de Montemayor a une population permanente d'environ 700 habitants, qui augmente fortement en été.

## Histoire
L'histoire de Baños commença avant que les Romains n'arrivèrent à Baños de Montemayor. Selon la légende, un berger avait un troupeau de cochons. Une truie avait un problème à une patte ; elle serait tombée dans une flaque pour en ressortir guérie. Depuis ce jour-là, de nombreux malades viennent effectuer une cure aux thermes de la ville.

## Culture et patrimoine
- La chaussée romaine Via Argentea, les thermes romains, les nouveaux thermes et l'Auditorium, dans une vieille église (Santa Catalina) datant du XVe – XVIe siècle.